# Bébé-médicament

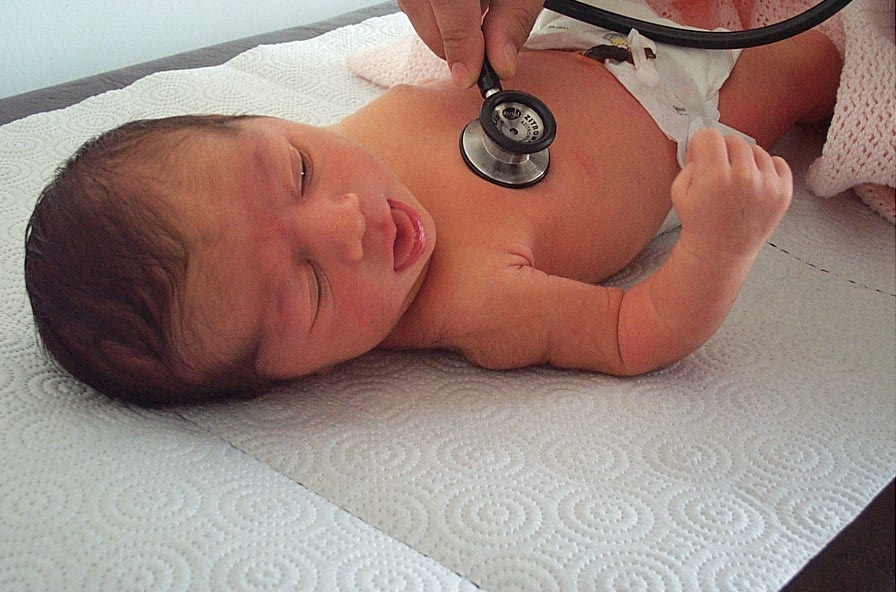
Auscultation d'un nouveau-né.

Un bébé-médicament ou bébé double espoir est un enfant conçu à l'aide d'une sélection d'embryon avec un double diagnostic préimplantatoire (DPI) pour qu'il soit indemne de la maladie génétique dont souffre un frère ou une sœur et qu'il soit immuno-compatible avec lui, ce qui peut permettre la guérison de l'enfant atteint grâce à un prélèvement de sang de cordon.

## Terminologie
La technique a été utilisée pour la première fois en 2001 par une équipe américaine. Cette technique est appelée « saviour sibling » (frère ou sœur sauveur), dans un premier temps elle a été traduite en français par « bébé médicament » puis remplacée par « bébé double espoir ». D'autres termes sont utilisés comme « bébé sauveur », « bébé docteur » ou « enfant donneur ».

## Techniques
La technique du diagnostic préimplantatoire Bien qu'en général, le terme diagnostic génétique préimplantatoire ou DPI soit utilisé pour désigner l'utilisation de cette technique, il faut distinguer deux concepts selon l'objectif visé:
Diagnostic préimplantatoire ou DPI
il permet la détection précoce de maladies génétiques graves, qui peuvent être transmises à la progéniture si les parents sont porteurs ou malades. En général, il s'agit de maladies héréditaires monogéniques comme le syndrome de l'X fragile, la maladie de Huntingon et la dystrophie musculaire.
Dépistage d’aneuploïdie (PGS en anglais)
aussi connue sous le nom de Screening Génétique Préimplantatoire, dans cette étude, on identifie des altérations du nombre ou de la structure des chromosomes. La maladie chromosomique la plus connue est le syndrome de Down.
Selon qu'il s'agit de détecter des altérations génétiques ou chromosomiques, les techniques d'analyse de l'ADN des embryons seront différentes.
Dans une AMP (assistance médicale à la procréation) classique, on conçoit en moyenne 17 embryons pour une naissance[réf. nécessaire]. Dans le cas du bébé-médicament, la probabilité pour que l’embryon ne soit pas porteur de la maladie de l’aîné est de 50 %[réf. nécessaire]. Ensuite, il faut procéder au deuxième tri en vue de la compatibilité de greffe (HLA). La probabilité que l’embryon soit compatible avec son aîné est d’environ 25 %[réf. nécessaire]. Cela aboutit à la nécessité de concevoir environ 136 embryons (17 × 2 × 4) pour l'implantation[réf. nécessaire].

## Situation en France
En France, le recours au double DPI reste exceptionnel (7 demandes en 2006). Pour l’instant, la pratique du bébé-médicament concerne le soin des déficiences du système immunitaire[réf. nécessaire]. Le premier « bébé-médicament » français est Umut-Talha, né à l'hôpital Antoine-Béclère (Clamart, Hauts-de-Seine) le 26 janvier 2011 pour sauver sa sœur Asya, atteinte de bêta-thalassémie, par les équipes des professeurs René Frydman (hôpital Béclère) et Arnold Munnich (hôpital Necker-Enfants malades, Paris). En juin 2012 a eu lieu la transfusion de greffe, qui, au vu des premiers résultats, a été efficace.

## Législations

### En France
La loi de bioéthique du 7 juillet 2011 autorise désormais la pratique du double DPI, allant au-delà de l’avis du Conseil d’État et pérennisant ainsi une pratique autorisée à titre provisoire par la loi de bioéthique d’août 2004 dont le décret d’application publié au Journal officiel du 23 décembre 2006. Cependant, un encadrement strict subsiste. C'est l’Agence de biomédecine (ABM), entre autres, qui est chargée de délivrer les autorisations au cas par cas. Cette agence autorisera également un double diagnostic préimplantatoire sur des cellules d’embryons conçus in vitro après avis de son conseil d’orientation et si la situation du couple concerné le justifie. Pour ce faire il faut que soit démontré le caractère incurable de la maladie de l’aîné pouvant entrainer un décès dans les premières années de la vie ainsi que la possibilité d’amélioration décisive de l’état de santé de l'enfant malade. Un consentement écrit et réitéré est également exigé du couple demandeur.

### En Belgique
La loi du 11 mai 2003 autorise à certaines conditions l’implantation d’embryon dans l’utérus de la mère. Cependant, c’est avec la loi de 2007 que l’on parle pleinement de « bébé-médicament » : « Art. 68. Par dérogation à l'article 67, le diagnostic génétique préimplantatoire est exceptionnellement autorisé dans l'intérêt thérapeutique d'un enfant déjà né du ou des auteurs du projet parental ». Cependant, « la demande d'implantation d'embryons ou d'insémination de gamètes est ouverte aux femmes majeures, âgées de 45 ans maximum. L'implantation d'embryons ou l'insémination de gamètes ne peut être effectuée chez la femme majeure, âgée de plus de 47 ans. » (Article 4).
Depuis 2005, 30 « bébés-médicament » sont nés en Belgique.

### Au Royaume-Uni
Au Royaume-Uni, en 2003, la chambre des Lords a déclaré légale l’utilisation des méthodes modernes de reproduction en vue de la création d’un « savior sibling » (enfant sauveur). En juillet 2007, un comité composé de membres des deux chambres du Royaume-Uni a rendu un avis similaire. Il appartient à l’Human Fertilisation and Embryology Authority (HFEA) d’agréer ou non les demandes des couples.

### En Australie
Dans le territoire de Victoria, en Australie, l’utilisation d’un DPI en vue de la compatibilité HLA est soumise à l’avis de l’Infertility Treatment Authority, qui statue au cas par cas.

### En Espagne
Les Cortes Generales ont approuvé en 2006 la loi sur la reproduction assistée, qui autorise le diagnostic préimplantatoire à des fins thérapeutiques.
Javier, né en octobre 2008, a permis de guérir son frère atteint d’une bêta-thalassémie, en janvier 2009.

### En Suisse
En Suisse, la loi sur la procréation médicalement assistée interdit le diagnostic préimplantatoire (DPI) et le "bébé-médicament". Pourtant, chaque année, entre 50 et 100 familles suisses ont besoin d'un DPI pour leur enfant. Actuellement, certains couples suisses se tournent vers des cliniques en République tchèque ou en Belgique. Bien que le Parlement suisse ait accepté en 2005 une motion pour élaborer un projet de loi autorisant le DPI en Suisse, il y a eu des retards dans sa mise en œuvre. Une révision de la loi est en cours, avec l'intention de permettre le DPI dans des cas de maladies graves, tout en étant soumis à des réglementations strictes.

### En Amérique Latine
Le diagnostic génétique préimplantatoire pour créer des enfants donneurs est un protocole qui n'a pas encore été développé en Amérique latine.

### Questions bioéthiques
La conception d'un enfant dans le but d'en sauver un autre soulève des enjeux éthiques, l'enfant aîné malade étant condamné, à moins qu'un frère ou une sœur compatible permette de le soigner.
Ce débat éthique se retrouve dans la terminologie utilisée, les opposants insistent sur le terme « bébé‐médicament » pour souligner l'« instrumentalisation du corps humain ». Pour ces opposants, le DPI est considéré comme un « utilitarisme poussé à l’extrême », « la procréation humaine est totalement détournée au profit du projet de création d’un être humain dont la "mission" principale est d’être un médicament. Projet porteur d’une aliénation radicale de sa liberté puisque sa conception n’est voulue qu’en raison de ses potentialités thérapeutiques. Il n’a d’autre choix que d’endosser le statut de réservoir de cellules pour son aîné malade, soumis à un projet prédéterminé par autrui, en l’occurrence la société, le corps médical et ses propres parents. ».
La Fondation Jérome Lejeune, comme d'autres associations religieuses, qui est anti-avortement, contre la recherche sur les embryons, mais pas contre la procréation assistée, parle de « bébé du double tri », parce que cet enfant est le rescapé d’un double tri : le 1er par rapport à la maladie, le 2e, par rapport à la compatibilité, voulant ainsi critiquer la sélection d'un grand nombre d'embryons "sains" et donc "l'interruption de la vie" de futurs bébés, et donc une dérive eugénique.
enfin, ces mêmes opposants refusent le terme de "bébé double espoir", car il signifie la même pratique que l'expression "bébé-médicament" - donc les mêmes critiques s'appliquent[réf. nécessaire].
Les spécialistes préfèrent utiliser « enfant du double espoir » : premier espoir de la naissance d'un enfant sain, deuxième espoir de guérir l'aîné, « le fait d'être voulu pour un autre n'exclut pas d'être voulu en même temps pour soi » « concevoir un enfant dans l'espoir qu'il puisse guérir quelqu'un n'est pas en soi immoral, pourvu qu'il ne soit pas conçu exclusivement dans ce but. Nous pouvons raisonnablement espérer que des parents aimant leur enfant au point de tout essayer pour le sauver sauront aimer pour lui-même celui par qui leur premier enfant a été sauvé. »
En 2002 le Comité consultatif national d'éthique (CCNE) s'est montré réservé, rappelant le « risque d’instrumentalisation de l’enfant à naître » et que la « sélection d’un embryon et la mise en route d’un enfant conçu seulement comme un donneur potentiel, et non d’abord pour lui-même, n’est pas pensable au regard des valeurs » qu'il a toujours défendues. Toutefois il relativise en indiquant que « permettre qu’un enfant désiré représente, de plus, un espoir de guérison pour son aîné, est un objectif acceptable, s’il est second. » Le Conseil d'État s'interroge : « Le recours au « double DPI » est resté exceptionnel (7 demandes depuis la fin 2009). L’espoir offert à certaines familles face à la souffrance d’une maladie sans solution thérapeutique semble n’avoir pas été pleinement satisfait. Dès lors, il n’est pas certain que le poids que fait peser le double DPI sur l’enfant qui en est issu ait trouvé une justification médicale suffisante. »
La loi française rejette la conception de « bébé médicament » mais autorise celle de « bébé du double espoir ». En 2009, le CCNE rappelle son avis de 2002 « permettre qu’un enfant désiré représente un espoir de guérison pour son aîné est un objectif acceptable s’il est second. Ainsi que le prévoit la loi actuelle, cette possibilité extrême devrait être uniquement réservée aux couples ayant un enfant atteint d'une maladie entraînant la mort. »
Les critiques soutiennent que cette pratique instrumentalise ces enfants de deux manières : d'abord en les concevant pour des raisons instrumentales plutôt que pour leur propre bien, et ensuite en les valorisant uniquement comme un moyen de guérir leur frère ou sœur malade, ce qui peut potentiellement violer des principes éthiques tels que le bienfaisance et la non-malfaisance. Les partisans, quant à eux, affirment que les motivations des parents ne devraient pas être condamnées, et que la question clé réside dans la manière dont les frères et sœurs sauveurs sont traités après leur naissance. Ils font valoir que le principe kantien interdisant l'utilisation des individus uniquement comme un moyen pour atteindre une fin ne s'applique pas si le frère ou la sœur sauveur est également traité comme une fin en soi. La disposition des parents à consentir à de grands efforts pour concevoir un tel enfant peut indiquer leur dévouement au bien-être de tous leurs enfants.

## Les Défis et Considérations Entourant les Frères et Sœurs Sauveurs: Préoccupations Physiques et Psychologiques
Inquiétudes concernant les frères et sœurs sauveurs : risques physiques et psychologiques potentiels. Sur le plan physique, il existe des risques inhérents liés aux technologies médicales impliquées dans la conception des frères et sœurs sauveurs, tels que la fécondation in vitro (FIV), le diagnostic préimplantatoire génétique (DPG) et la donation de cellules souches hématopoïétiques (CSH). Ces risques semblent être relativement faibles, la FIV étant une procédure courante et des dommages limités à court terme étant observés avec le DPG et la typage HLA. Les risques associés à la transplantation de CSH dépendent de la source de CSH et de la méthode de collecte, avec généralement des risques faibles.
Cependant, il existe une préoccupation concernant la possibilité qu'un frère ou une sœur sauveur soit amené à donner des CSH de manière répétée, ce qui pourrait potentiellement nuire à l'enfant. Pour remédier à cela, des mesures légales peuvent être mises en place pour limiter le nombre de dons de CSH par un enfant donneur.
Sur le plan psychologique, il a été suggéré que les frères et sœurs sauveurs pourraient subir des préjudices s'ils découvrent qu'ils ont été conçus principalement pour être donneurs de CSH pour leur frère ou sœur malade. Cependant, il n'existe pas suffisamment de preuves empiriques pour étayer cette affirmation. Au contraire, on peut argumenter que les frères et sœurs sauveurs peuvent bénéficier sur le plan psychologique du fait de savoir qu'ils ont contribué à aider leur frère ou sœur malade, quelle que soit la réussite de la transplantation. L'équilibre entre les avantages psychologiques potentiels et les risques médicaux reste un sujet de débat.
Les études passées sur les donneurs pédiatriques de CSH indiquent que l'expérience varie. Dans les cas de transplantations infructueuses, certains frères et sœurs peuvent éprouver des émotions négatives, en particulier si l'échec est lié au décès du frère ou de la sœur malade. Des informations appropriées, des soins parentaux, un soutien émotionnel et une attention peuvent aider à atténuer d'éventuels impacts psychologiques négatifs sur les donneurs enfants, y compris les frères et sœurs sauveurs. Dans l'ensemble, la prise en compte de ces préoccupations implique une réflexion attentive sur le bien-être à la fois physique et psychologique des frères et sœurs sauveurs tout au long du processus décisionnel et tout au long de leur vie.